# Liste öffentlicher Kneipp-Anlagen in Berlin
In der Liste öffentlicher Kneipp-Anlagen in Berlin sind Kneipp-Anlagen in Berlin aufgeführt. Sie ist primär nach Orten sortiert, unabhängig davon, ob es sich um Ortsteile, Gemeinden oder Städte handelt. Kneipp-Anlagen können laut Kneipp-Bund in Form von Wassertretanlagen oder Armbecken vorliegen und unterliegen grundsätzlich nicht der Trinkwasserverordnung. Kneipp-Anlagen werden häufig künstlich angelegt. Daneben gibt es in den natürlichen Verlauf von Fließgewässern eingebettete Wassertretstellen. Kneippen ist eine Behandlungsmethode der Hydrotherapie, die auf der Grundlage von Sebastian Kneipp angewendet wird. Hierbei wird in kaltem Wasser auf der Stelle geschritten. In Armbecken werden die Arme bis zur Mitte der Oberarme ins kalte Wasser getaucht. Der Artikel ist Teil der übergeordneten Liste öffentlicher Kneipp-Anlagen in Deutschland. Die Liste erhebt keinen Anspruch auf Vollständigkeit.

## Liste
Derzeit sind in Berlin zwei öffentliche Kneipp-Anlagen erfasst (Stand: 23. November 2018):
| Bild | Ort            | Kreis  | Beschreibung | ↴ Zufluss / ↳ Abfluss | Standort |
| --- | -------------- | ------ | --- | --------------------- | -------- |
| Bild gesucht Die Wikipedia wünscht sich an dieser Stelle ein Bild vom Ort mit diesen Koordinaten 52.431333 13.420667 . Motiv: Kneipp-Anlage Britzer Garten Falls du dabei helfen möchtest, erklärt die Anleitung , wie das geht. BW | Berlin-Britz   | Berlin | Wassertretstelle im Britzer Garten |                       | ⊙        |
| Bild gesucht Die Wikipedia wünscht sich an dieser Stelle ein Bild vom Ort mit diesen Koordinaten 52.406008 13.155603 . Motiv: Kneipp-Anlage Düppeler Forst Falls du dabei helfen möchtest, erklärt die Anleitung , wie das geht. BW | Berlin-Wannsee | Berlin | Die kleine Anlage liegt mitten im Düppeler Forst am Kneippweg zwischen Bürgermeister-Stiewe-Weg und Königsweg am Europawanderweg E11. |                       | ⊙        |